# Saison 1990-1991 de l'Élan sportif chalonnais
Saison 1990-1991 de l'Élan chalon en Nationale 2, avec une dixième place.

## Effectifs
| Nationalité | Joueur               | Taille |
| ----------- | -------------------- | ------ |
|             | Philippe Hervé       | 1,92 m |
|             | Laurent Boudias      | 1,86 m |
|             | Sebastien Collin     | 1,80 m |
|             | Pascal Bourgeois     | 1,90 m |
|             | Cyril Vincent        | 1,88 m |
|             | Gilles Schneider     | 1,90 m |
|             | Magaye Gaye          | 1,90 m |
|             | Adramé N'Daye        | 1,98 m |
|             | Mario Couchy         | 1,98 m |
|             | Calvin Thompson (en) | 1,98 m |

- Entraineur :  Michel Cogne

## Matchs

### Matchs amicaux
Avant saison
- Chalon-sur-Saône / Châlons-sur-Marne : 85-83
- Chalon-sur-Saône / Voiron (N1 B) : 84-83
- Chalon-sur-Saône / Nancy (N1 B) : 100-104
- Chalon-sur-Saône / Tarare : 105-101

### Championnat

#### Matchs aller
- Chalon-sur-Saône / Bordeaux : 92-107
- Villeneuve-sur-Lot / Chalon-sur-Saône : 110-107
- exempt
- Pamiers / Chalon-sur-Saône : 81-89
- Chalon-sur-Saône / Clermont-Ferrand : 106-112
- Hyères-Toulon / Chalon-sur-Saône : 101-82
- Chalon-sur-Saône / Grenoble  : 84-73
- Besançon / Chalon-sur-Saône : 81-99
- Chalon-sur-Saône / Tarare : 120-91
- Nice / Chalon-sur-Saône : 84-81
- Chalon-sur-Saône / Valence-sur-Baïse : 101-100
- Lourdes / Chalon-sur-Saône : 94-88
- Chalon-sur-Saône / Vienne : 91-96

#### Matchs retour
- Bordeaux / Chalon-sur-Saône : 94-89
- Chalon-sur-Saône / Villeneuve-sur-Lot : 110-77
- exempt
- Chalon-sur-Saône / Pamiers : 108-87
- Clermont-Ferrand / Chalon-sur-Saône : 99-98
- Chalon-sur-Saône / Hyères-Toulon : 86-88
- Grenoble / Chalon-sur-Saône : 83-92
- Chalon-sur-Saône / Besançon : 85-87
- Tarare / Chalon-sur-Saône : 105-106
- Chalon-sur-Saône / Nice : 89-85
- Valence-sur-Baïse / Chalon-sur-Saône : 91-88
- Chalon-sur-Saône / Lourdes : 92-94
- Vienne / Chalon-sur-Saône : 84-81

Extrait du classement de Nationale 2 (Groupe A) 1990-1991